# Stazione di Potenza Inferiore
La stazione di Potenza Inferiore è una fermata delle Ferrovie Appulo Lucane che serve la città di Potenza.
È fermata dei treni per Altamura e Bari, e del servizio metropolitano per Avigliano Città.
La fermata si trova in corrispondenza della stazione Centrale di RFI.

## Interscambi
- Stazione Ferroviaria  "Potenza Centrale"
- Parcheggio di scambio
- Fermata autobus
- Terminal bus Extraurbani